# Paolo Geregye
Paolo Geregye (in ungherese Geregye nembeli Pál; ... – 1270 o 1271) fu un influente nobile ungherese che ricoprì la carica di giudice reale per due volte sotto Béla IV d'Ungheria.

## Biografia

### Origini e discendenza
Discendente della famiglia dei Geregye e figlio di Eth I, che all'inizio del 1200 era stato voivoda di Transilvania, Paolo aveva anche un fratello minore, Geregye I, progenitore della famiglia degli Egervári del comitato di Vas.
Paolo sposò una nipote ignota del palatino Pat Győr intorno al 1228 (mentre sua sorella era la moglie di Stefano Csák, bano di Severin). Lo storico Attila Zsoldos ha creduto che Pat rientrasse tra i nobili che complottarono per detronizzare Andrea e incoronare il suo primogenito, Béla, di otto anni, nel 1214. In seguito cadde in disparte alla corte reale e divenne uno dei sostenitori del giovane Béla. Il matrimonio tra Paolo e la nipote di Pat avrebbe dovuto perseguire lo scopo di rafforzare i rapporti tra i sostenitori di Béla. La coppia ebbe quattro figli maschi e una femmina, di cui il più grande di sesso maschile, Nicola, ricoprì importanti cariche secolari, mentre i suoi fratelli minori (Stefano, Geregye II ed Eth II) sostennero la sua ambizione politica in Transilvania. L'unica figlia di Paolo, Agnese, divenne suora all'isola Margherita dopo la morte del marito. Nel 1276, Agnese affermò di avere circa cinquant'anni anni in quel momento, ragion per cui si è ipotizzato che fosse presumibilmente la primogenita della coppia. Stando alle fonti, Geregye ed Eth erano molto più giovani dei loro fratelli maggiori (sia Nicola che Stefano raggiunsero l'età adulta nel 1256). Lo storico Attila Zsoldos ha ritenuto possibile che Paolo si fosse sposato due volte e che i figli più giovani siano nati dal suo secondo matrimonio. Un parente della moglie di Paolo, Corrado Győr, intentò una controversia contro i suoi cugini di secondo grado, le mogli di Paolo Geregye e Stefano Csák, contestando la legittimità della loro proprietà su Ilsva e Rahóca, rispettivamente nel comitato di Baranya. Nel settembre del 1258, Béla IV respinse le accuse di Corrado, sostenendo che alle due dame erano stati concessi i suddetti possedimenti tramite il cosiddetto quarto di dote (in ungherese leánynegyed) durante il loro matrimonio avvenuto circa trent'anni prima.
Ereditò i possedimenti dei parenti di suo padre vicino al confine tra Vas e il comitato di Zala, dove il torrente Sárvíz sfocia nello Zala. Insieme al nipote Barnaba, Paolo possedeva anche terre ereditate nella parte nord-orientale del comitato di Bihar in Transilvania, la cosiddetta "signoria di Berettyó", che comprendeva gli insediamenti di Micske (Mișca), Poklostelek (Poclușa de Barcău), Láz (Chișlaz), Dienes e Sáncsi (oggi il territorio appartiene al comune di Chișlaz, in Romania).

### Sostenitore di Béla
Paolo viene menzionato per la prima volta nei documenti medievali nel 1224 come sostenitore del duca Béla. Paolo e il giovane principe erano coetanei e rientrava nel gruppo dei cosiddetti «giovani reali» (in ungherese királyi ifjak, in latino iuvenis noster), i quali sostenevano i monarchi e assumevano un ruolo di primo piano nelle campagne militari reali. Quando Andrea II d'Ungheria reintegrò suo figlio Béla come duca di Slavonia, Béla lanciò una campagna contro Domaldo di Sidraga, un nobile dalmata ribelle, ed espugnò la fortezza di Clissa, in mano a quest'ultimo. Anche Paolo Geregye partecipò a quest'offensiva, sconfisse e catturò Boyzen, fratello di Domaldo e, dopo la riconquista di Clissa, imprigionò anche Domaldo stesso e liberò dodici nobili. Nel 1229, Paolo combatté anche nella fallimentare campagna compiuta ai danni del principato di Galizia. Il duca Federico II d'Austria invase le parti occidentali dell'Ungheria nel 1230, in risposta Béla lanciò un contrattacco contro il duca. Paolo partecipò alla ripresa dei castelli di Borostyánkő e Lánzsér (oggi rispettivamente Bernstein e Burgruine Landsee, in Austria), e distrusse anche le dighe erette dagli austriaci che avevano bloccato il flusso del Mura, facendolo esondare negli insediamenti circostanti. La storica Veronika Rudolf ha collegato l'ultimo atto di eroismo di Paolo agli scontri lungo il confine tra Ungheria e Stiria nel 1233. Nel 1231, re Andrea II condusse un'altra offensiva in Galizia e Paolo partecipò all'assedio di Halyč, il quale portò al ripristino al potere del figlio più giovane del sovrano, Andrea, sul trono locale.
Dopo la morte di Andrea II, Béla IV salì al potere nell'autunno del 1235. I suoi fedeli servitori durante il periodo ducale furono elevati alle più alte cariche di corte, evento a cui seguirono in contemporanea delle epurazioni e delle condanne degli aristocratici fedeli ad Andrea. Paolo fu nominato ispán del comitato di Fejér da Béla IV nel 1238 e mantenne la carica fino al 1241. Secondo Gábor Béli e László Markó, ricoprì tale carica fino al maggio del 1242.Nel frattempo, ebbe luogo la prima invasione mongola dell'Ungheria e l'esercito di Béla fu annientato nella battaglia di Mohi l'11 aprile 1241. Non vi è alcuna menzione del fatto che Paolo avesse partecipato alla catastrofica disfatta, al contrario del giudice reale Andrea, figlio di Serafino, che fu ucciso durante gli scontri e Béla IV, fuggito fortunatamente in Dalmazia, decise di rimpiazzarlo con Paolo Geregye.

### Dopo l'invasione mongola

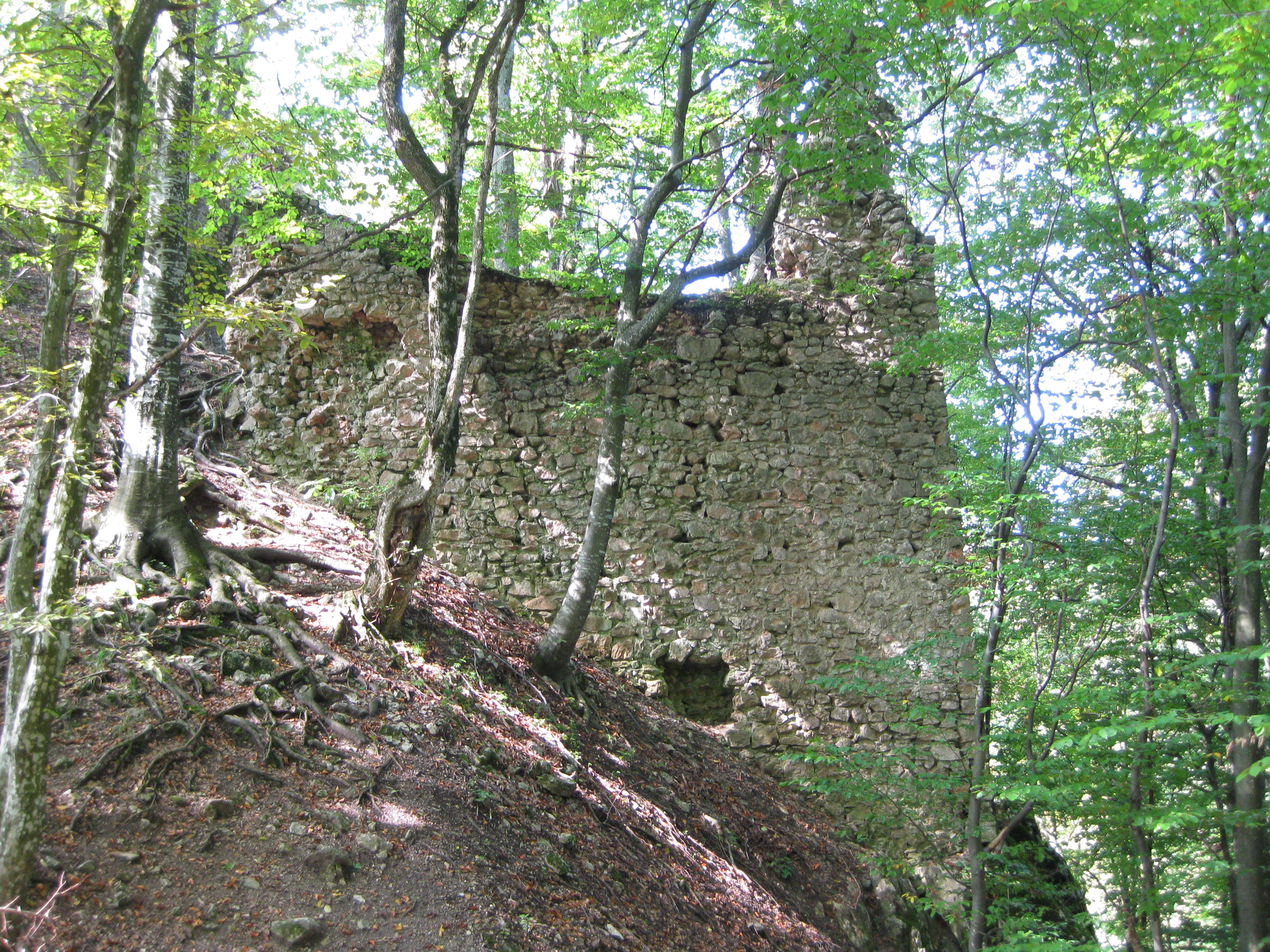
Il castello di Sólyomkő

Nell'inverno del 1241-1242, re Béla gli incaricò di proteggere il confine del Danubio, con il risultato che Paolo dispiegò una linea difensiva lungo il fiume con le sue truppe. Il nobile dimostrò un'abilità militare e organizzativa eccezionale durante tale processo, poiché si concentrò sulla necessità di rafforzare la sua linea di difesa e proteggere la riva destra del fiume, coprendo poi la rotta dei rifugiati verso la parte più occidentale dell'Ungheria. Tuttavia, i mongoli guidati da Kadan attraversarono il fiume ghiacciato e occuparono il Transdanubio, costringendo Paolo a doversi ritirare gradualmente. In seguito, Paolo Geregye si unì ai seguaci di Béla e fuggì in Dalmazia. Una volta ritiratisi i mongoli nel maggio del 1242, Paolo fu incaricato di riconquistare la regione di Tiszántúl (tra il fiume Tibisco e i monti Apuseni) e ricoprì questa carica fino al giugno del 1246. Attraversò il Danubio all'inizio del 1243, «prima di ogni altro nobile del regno», secondo lo statuto di Béla. Marciò nelle zone centrali dell'Ungheria, esposte a gravi devastazioni e dove «la legge e l'ordine apparivano un lontano ricordo». Senza ricoprire alcuna carica specifica, Paolo agì come il più alto comandante militare e amministrativo della regione, il cui compito era quello di ripristinare gradualmente il potere reale, estendendolo alle aree a est del Tibisco in seguito al ritiro dei mongoli. Durante tale periodo, Paolo ripristinò l'ordine, riorganizzò l'amministrazione e la struttura delle proprietà nobiliari, annientò i gruppi di banditi e radunò e reinsediò la popolazione dispersa e in fuga. Supervisionò inoltre la riapertura delle miniere di sale della Transilvania e diresse i lavori di ricostruzione nella regione. Secondo lo storico Jenő Szűcs, Paolo invitò anche i cumani a tornare in Ungheria dopo il loro esodo forzato alla vigilia dell'invasione mongola. In virtù della fedeltà e della competenza dimostrata, fu nominato ispán del comitato di Szolnok nel 1245 o poco prima, carica preservata sino al 1247.
Paolo partecipò alla battaglia del fiume Leitha il 15 giugno 1246. dove Béla IV sconfisse le truppe austriache e Federico il Litigioso fu ucciso. Paolo rimase gravemente ferito in battaglia e fu catturato dal nemico insieme a sette suoi compagni. Gli austriaci li tennero prigionieri finché Paolo non pagò la cifra di 1 000 marchi come riscatto per tutti. In seguito, Paolo fece ritorno in Ungheria. Intorno al settembre del 1248, fu nominato giudice reale per la seconda volta. Mantenne la dignità per sei anni e fino all'aprile del 1254, quando fu sostituito da Enrico I Kőszegi della famiglia degli Héder. In questa veste, nel 1248, il suo sovrano gli affidò il compito di ricostituire i domini delle fortezze reali in ogni angolo dell'Ungheria. Tra il 1248 e il 1255 ricoprì anche il ruolo di ispán del comitato di Zala.

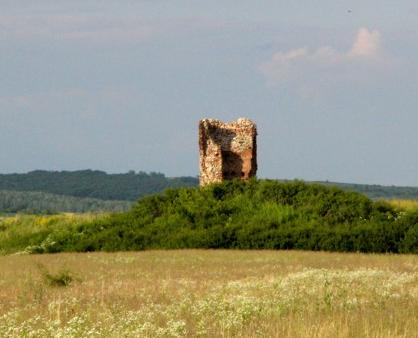
Il castello di Adorján

Nel 1236, possedeva già Jenő (la moderna Ineu, in Romania) lungo la sponda settentrionale del fiume Sebes-Körös (Crișul Repede). Il 21 gennaio 1249, Béla IV donò Zsadány, Okány, Kér (Cheriu) e Bölcsi attraverso il Körös a Paolo, il quale beneficiò altresì di Berettyó (da allora fu inoltre nominato "signore di Berettyó"), Szaránd e Almás tra gli altri. Nel comitato di Kraszna divenne pure feudatario di Zovány, Valkó e Nagyfalu. Di conseguenza, gli furono concesse dieci, quattro e tre feudi rispettivamente nei comitati di Bihar, Szolnok e Kraszna. La maggioranza delle sue acquisizioni abbenne nella regione di Kalotaszeg (Țara Călatei) – Bikal (Bicălatu), Füld (Fildu), Almás (Almașu) –, a sud-est di Várad (l'attuale Oradea, in Romania) – Kér (Cheriu), Szaránd (Sărand), Hájó (Haieu) - e la parte sud-occidentale del comitato di Bihar (la suddetta signoria di Berettyó). Tra le innumerevoli concessioni rientrò infine Gyarak (Ghiorac). Nel comitato di Szolnok, Paolo acquisì Kozárvár (Cuzdrioara), Tűrtő (vicino all'attuale Mezőtúr) e una vasta porzione della città di Szolnok. Nel comitato di Kraszna gli furono concessi Zovány (Zăuan), Nagyfalu (Nușfalău) e Valkó (Văleni), che giacevano lungo il confine con il comitato di Bihar. Per lo storico Attila Zsoldos, non è possibile ricostruire secondo un filo logico le modalità con cui vennero acquisiti i possedimenti: Béla IV donò a Paolo tutti i beni liberamente donabili nei comitati summenzionati. In seguito all'invasione mongola, Béla IV rinunciò all'antica prerogativa reale di costruire e possedere castelli, promuovendo l'erezione di quasi cento nuove fortezze entro la fine del suo regno. Quando rinunciò a qualunque carica politica, Paolo costruì Sólyomkő (oggi Aleșd, in Romania), il castello di Adorján e, presumibilmente, il forte di Valkó.

### Esautorazione
Nonostante risultasse uno dei maggiori beneficiari della politica di donazioni di Béla a partire dal 1241 in poi, Paolo acquisì terre e feudi anche con metodi violenti. i suoi uomini si impossessarono dei beni dei vicini Csanád, lungo il Sebes-Körös: Telegd, Szabolcs, Sonkolyos e Bertény con le sue usanze reali (oggi Tileagd, Săbolciu, Șuncuiuș e Birtin in Romania, rispettivamente). Gli eventi si verificarono intorno al 1255, ma l'anno successivo Béla lo obbligò a restituire le terre acquisite ai proprietari originari, mantenendo però metà del possesso su Berény. Sempre ai sensi del verdetto del sovrano, Paolo e i suoi figli dovettero giurare sulla tomba di San Ladislao a Gran Varadino di restituire le terre occupate. Nello stesso periodo, Paolo venne progressivamente emarginato dalla corte reale e non ricoprì più alcuna dignità né posizione. Stando a Szűcs, Paolo fu l'unico aristocratico di cui si ha conoscenza vissuto prima della guerra civile ungherese del 1264-1265 ad attirarsi le antipatie di Béla IV sotto di lui. A causa del risentimento, Szűcs ha creduto che Paolo si fosse ritirato nei suoi feudi nel comitato di Bihar, dove iniziò a plasmare una propria signoria seguendo uno schema lucido e coerente, una politica questa che anticipò la parentesi degli oligarchi della fine del XIII secolo.
In origine, le sue terre si concentravano in tre grandi aree nel Tiszántúl, di cui sperava di divenirne il signore indiscusso. Nel 1265, cedette i propri feudi nel comitato di Zala alle terre del nipote a Tiszántúl (principalmente nel comitato di Bihar), mentre la famiglia dei Gerenye si divise in due rami (la famiglia di Paolo e il ramo di Egervár che rimasero latifondisti nell'Ungheria occidentale). Poco dopo, Barnaba Geregye accusò suo zio Paolo di averlo espulso con la forza dai suoi nuovi possedimenti. Béla IV indagò per proprio conto e ritenne fondate le accuse contro Paolo, ma questi si rifiutò di restituire i feudi al suo parente. Il capitolo di Vasvár condusse una seconda ispezione poco dopo il 1270 sotto Stefano V d'Ungheria giungendo alle medesime conclusioni. Un documento del 1278 afferma che Paolo e i suoi figli detenevano in maniera illegittima Székelyhíd (oggi Săcueni, in Romania). Il documento narra che la località apparteneva alla famiglia dei Gutkeled fino a quando Paolo non conquistò il villaggio e le terre circostanti poco dopo l'invasione mongola. Sempre Paolo sottrasse Gáborján alla famiglia dei Gyovad nello stesso modo.
Quando la sua unica figlia Agnese si fece suora e donò le terre ereditate al monastero domenicano dell'isola Margherita nel 1270, di Paolo si dice fosse ancora in vita. Paolo Geregye morì nel 1270 o nel 1271, quando il capitolo di Gran Varadino ne confermò la morte. Dopo la sua dipartita, i suoi quattro figli sperperarono le ricchezze della famiglia con la propria insurrezione. Due di essi (Geregye II ed Eth II) furono giustiziati da Ladislao IV d'Ungheria, mentre il ramo di Paolo perse ogni influenza politica. Una volta conclamata la caduta, i beni (compresi i due castelli) passarono alla famiglia dei Borsa.